# Мейстріліга 1994—1995
Мейстріліга 1994—1995 — 4-й сезон найвищого рівня футбольних дивізіонів Естонії. Титул чемпіона вдруге поспіль здобула Флора.

## Попередній раунд
| М  | Команда                    | І  | В  | Н | П  | МЗ | МП | РМ  | О  |
| -- | -------------------------- | -- | -- | - | -- | -- | -- | --- | -- |
| 1. | Флора                      | 14 | 10 | 4 | 0  | 32 | 4  | +28 | 34 |
| 2. | Лантана-Марлекор (Таллінн) | 14 | 10 | 3 | 1  | 44 | 7  | +37 | 33 |
| 3. | Транс                      | 14 | 7  | 5 | 2  | 23 | 9  | +14 | 26 |
| 4. | Таллінна Садам             | 14 | 7  | 4 | 3  | 29 | 11 | +18 | 25 |
| 5. | Еесті Пилевківі (Йихві)    | 14 | 5  | 3 | 6  | 25 | 16 | +9  | 18 |
| 6. | Норма (Таллінн)            | 14 | 3  | 1 | 10 | 9  | 51 | −42 | 10 |
| 7. | Калев (Пярну)              | 14 | 2  | 1 | 11 | 12 | 35 | −23 | 7  |
| 8. | ДАГ (Тарту)                | 14 | 1  | 1 | 12 | 6  | 47 | −41 | 4  |

Позначення:
|  | — участь у чемпіонському турнірі |
|  | — участь у перехідному турнірі   |

### Результати
|                  | Фло   | Нор    | Лан   | Тра   | Сад   | Еес   | ДАГ    | Кал   |
| ---------------- | ----- | ------ | ----- | ----- | ----- | ----- | ------ | ----- |
| Флора            |       | 12 : 0 | 0 : 0 | 2 : 1 | 2 : 2 | 0 : 0 | 2 : 0  | 3 : 0 |
| Норма            | 0 : 3 |        | 0 : 3 | 0 : 3 | 2 : 2 | 0 : 4 | 2 : 0  | 1 : 2 |
| Лантана-Марлекор | 0 : 2 | 10 : 0 |       | 0 : 0 | 1 : 0 | 4 : 1 | 11 : 0 | 5 : 1 |
| Транс            | 1 : 1 | 1 : 0  | 0 : 1 |       | 0 : 0 | 2 : 0 | + : -  | 6 : 1 |
| Таллінна Садам   | 0 : 2 | 6 : 0  | 1 : 1 | 0 : 1 |       | 2 : 0 | 3 : 0  | 3 : 1 |
| Еесті Пилевківі  | 0 : 1 | 4 : 0  | 0 : 1 | 2 : 2 | 1 : 2 |       | 6 : 0  | 1 : 1 |
| ДАГ              | 0 : 2 | 1 : 2  | 1 : 5 | 2 : 2 | 0 : 5 | 0 : 3 |        | 2 : 0 |
| Калев            | - : + | 0 : 2  | 1 : 2 | 0 : 4 | 0 : 3 | 0 : 2 | 4 : 0  |       |

## Чемпіонський турнір
| М  | Команда                    | І  | В | Н | П | МЗ | МП | РМ  | О  |
| -- | -------------------------- | -- | - | - | - | -- | -- | --- | -- |
| 1. | Флора                      | 10 | 7 | 3 | 0 | 27 | 6  | +21 | 24 |
| 2. | Лантана-Марлекор (Таллінн) | 10 | 7 | 2 | 1 | 26 | 9  | +17 | 23 |
| 3. | Транс                      | 10 | 4 | 1 | 5 | 9  | 15 | −6  | 13 |
| 4. | Таллінна Садам             | 10 | 4 | 0 | 6 | 11 | 14 | −3  | 12 |
| 5. | Еесті Пилевківі (Йихві)    | 10 | 4 | 0 | 6 | 17 | 24 | −7  | 12 |
| 6. | Норма (Таллінн)            | 10 | 1 | 0 | 9 | 6  | 28 | −22 | 3  |

Примітки: 

1. Клуб Лантана-Марлекор (Таллінн) взяв участь у Кубку кубків 1995—1996 як фіналіст Кубку Естонії 1994—1995.

2. Згідно з рішенням ФІФА, Естонська футбольна асоціація була змушена допустити клуб Тевальте (Таллінн) (дискваліфікований у сезоні Мейстріліги 1993/94 через договірні матчі) назад до Мейстріліги і дати клубу місце в сезоні Мейстріліги 1995/96. Таким чином, між шостою командою чемпіонського раунду та другою командою перехідного турніру було організовано додатковий плей-оф. У міжсезоння клуб Тевальте (Таллінн) купила компанія «Марлекор» і далі виступав клуб Тевальте-Марлекор.

Позначення:
|  | — участь у Кубку володарів кубків 1995—1996 |
|  | — участь у Кубку УЄФА 1995—1996             |
|  | — участь у плей-оф                          |

### Результати
|                  | Фло   | Лан   | Тра   | Сад   | Еес   | Нор   |
| ---------------- | ----- | ----- | ----- | ----- | ----- | ----- |
| Флора            |       | 1 : 1 | 3 : 0 | 2 : 0 | 6 : 0 | 4 : 2 |
| Лантана-Марлекор | 1 : 1 |       | 1 : 4 | 2 : 1 | 4 : 1 | 4 : 0 |
| Транс            | 1 : 1 | 1 : 4 |       | 2 : 1 | 4 : 1 | 4 : 0 |
| Таллінна Садам   | 0 : 3 | 0 : 5 | 0 : 1 |       | 4 : 0 | 2 : 0 |
| Еесті Пилевківі  | 0 : 3 | 1 : 3 | 4 : 0 | 1 : 0 |       | 4 : 1 |
| Норма            | 1 : 3 | 0 : 2 | 0 : 1 | 0 : 3 | 1 : 5 |       |

## Перехідний турнір
У перехідному турнірі брали участь 6 команд: Тервіс, Калев (Пярну), Таллінн, Динамо (Таллінн), ФК Лелле, ДАГ (Тарту). Перемогу отримали Тервіс та Калев (Пярну).
Тому у наступному сезоні у Мейстрілізі взяв участь Тервіс, а клуб Калев (Пярну) пройшов до плей-оф.
Також клуб Тервіс взяв участь у Кубку Інтертото 1995.

## Плей-оф
| Команда 1       | Заг. | Команда 2     | 1-й матч | 2-й матч |
| --------------- | ---- | ------------- | -------- | -------- |
| Норма (Таллінн) | 2:3  | Калев (Пярну) | 2:3      | 0:0      |

## Найкращі бомбардири
| Гравець          | Клуб             | Голів |
| ---------------- | ---------------- | ----- |
| Сергій Морозов   | Лантана-Марлекор | 25    |
| Річардас Зданчюс | Лантана-Марлекор | 12    |
| Сергій Афанасьєв | Еесті Пилевківі  | 11    |